# Rafe Marion Brown
Rafe Marion Brown est un herpétologiste américain.
Diplômé de l'université du Texas à Austin, il travaille à l'université du Kansas.

## Taxons nommés en son honneur
- Platymantis paengi Siler, Linkem, Diesmos & Alcala, 2007

## Quelques taxons décrits
- Acutotyphlops banaorum Wallach, Brown, Diesmos & Gee, 2007
- Brachymeles bicolandia Siler, Fuiten, Jones, Alcala & Brown, 2011
- Brachymeles brevidactylus Siler, Fuiten, Jones, Alcala & Brown, 2011
- Brachymeles cobos Siler, Fuiten, Jones, Alcala & Brown, 2011
- Brachymeles kadwa Siler & Brown, 2010
- Brachymeles libayani Siler, Fuiten, Jones, Alcala & Brown, 2011
- Brachymeles lukbani Siler, Balete, Diesmos & Brown, 2010
- Brachymeles makusog Siler, Diesmos & Brown, 2010
- Brachymeles muntingkamay Siler, Rico, Duya & Brown, 2009
- Brachymeles paeforum Siler, Fuiten, Jones, Alcala & Brown, 2011
- Brachymeles samad Siler, Jones, Diesmos, Diesmos & Brown, 2012
- Brachymeles tiboliorum Siler, Jones, Diesmos, Diesmos & Brown, 2012
- Brachymeles tungaoi Siler & Brown, 2010
- Brachymeles vindumi Siler & Brown, 2010
- Brachymeles vulcani Siler, Jones, Diesmos, Diesmos & Brown, 2012
- Cyrtodactylus gubaot Welton, Siler, Linkem, Diesmos & Brown, 2010
- Cyrtodactylus jambangan Welton, Siler, Diesmos & Brown, 2010
- Cyrtodactylus mamanwa Welton, Siler, Linkem, Diesmos & Brown, 2010
- Cyrtodactylus spinosus Linkem, Mcguire, Hayden, Setiadi, Bickford & Brown, 2008
- Cyrtodactylus sumuroi Welton, Siler, Linkem, Diesmos & Brown, 2010
- Cyrtodactylus tautbatorum Welton, Siler, Diesmos & Brown, 2009
- Cyrtodactylus wallacei Hayden, Brown, Gillespie, Setiadi, Linkem, Iskandar, Umilaela, Bickford, Riyanto, Mumpuni & Mcguire, 2008
- Draco iskandari McGuire, Brown, Mumpuni, Riyanto & Andayani, 2007
- Draco supriatnai McGuire, Brown, Mumpuni, Riyanto & Andayani, 2007
- Gekko carusadensis Linkem, Siler, Diesmos, Sy & Brown, 2010
- Gekko coi Brown, Siler, Oliveros, Diesmos & Alcala, 2011
- Gekko crombota Brown, Oliveros, Siler & Diesmos, 2011
- Gekko ernstkelleri Rösler, Siler, Brown, Demegillo & Gaulke, 2006
- Gekko rossi Brown, Oliveros, Siler & Diesmos, 2009
- Hologerrhum dermali Brown, Leviton, Ferner & Sison, 2001
- Hylarana mangyanum (Brown & Guttman, 2002)
- Insulasaurus traanorum (Linkem, Diesmos & Brown, 1980)
- Leptobrachium lumadorum Brown, Siler, Diesmos & Alcala, 2010
- Leptobrachium mangyanorum Brown, Siler, Diesmos & Alcala, 2010
- Leptobrachium tagbanorum Brown, Siler, Diesmos & Alcala, 2010
- Limnonectes ferneri Siler, McVay, Diesmos & Brown, 2009
- Luperosaurus angliit Brown, Diesmos & Oliveros, 2011
- Luperosaurus corfieldi Gaulke, Rösler & Brown, 2007
- Luperosaurus gulat Brown, Diesmos, Duya, Garcia & Rico, 2010
- Luperosaurus iskandari Brown, Supriatna & Ota, 2000
- Luperosaurus kubli Brown, Diesmos & Duya, 2007
- Parvoscincus Ferner, Brown & Greer, 1997
- Parvoscincus boyingi (Brown, Linkem, Diesmos, Balete, Duya & Ferner, 2010)
- Parvoscincus hadros (Brown, Linkem, Diesmos, Balete, Duya & Ferner, 2010)
- Parvoscincus igorotorum (Brown, Linkem, Diesmos, Balete, Duya & Ferner, 2010)
- Parvoscincus sisoni Ferner, Brown & Greer, 1997
- Parvoscincus tagapayo (Brown, Mcguire, Ferner & Alcala, 1999)
- Pinoyscincus Linkem, Diesmos & Brown, 2011
- Platymantis adiastolus Brown, Richards, Sukumaran & Foufopoulos, 2006
- Platymantis bayani Siler, Alcala, Diesmos & Brown, 2009
- Platymantis biak Siler, Diesmos, Linkem, Diesmos & Brown, 2010
- Platymantis citrinospilus Brown, Richards & Broadhead, 2013
- Platymantis desticans Brown & Richards, 2008
- Platymantis diesmosi Brown & Gonzalez, 2007
- Platymantis isarog Brown, Brown, Alcala & Frost, 1997
- Platymantis mamusiorum Foufopoulos & Brown, 2004
- Platymantis nakanaiorum Brown, Foufopoulos & Richards, 2006
- Platymantis panayensis Brown, Brown & Alcala, 1997
- Platymantis parilis Brown & Richards, 2008
- Pseudorabdion talonuran Brown, Leviton & Sison, 1999
- Ptychozoon trinotaterra Brown, 1999
- Sanguirana aurantipunctata Fuiten, Welton, Diesmos, Barley, Oberheide, Duya, Rico & Brown, 2011
- Tytthoscincus Linkem, Diesmos & Brown, 2011
- Varanus bitatawa Welton, Siler, Bennett, Diesmos, Duya, Dugay, Rico, Van Weerd, Brown, 2010